# Liste der Baudenkmäler in Triftern
Auf dieser Seite sind die Baudenkmäler in dem niederbayerischen Markt Triftern zusammengestellt. Diese Tabelle ist eine Teilliste der Liste der Baudenkmäler in Bayern. Grundlage ist die Bayerische Denkmalliste, die auf Basis des Bayerischen Denkmalschutzgesetzes vom 1. Oktober 1973 erstmals erstellt wurde und seither durch das Bayerische Landesamt für Denkmalpflege geführt wird. Die folgenden Angaben ersetzen nicht die rechtsverbindliche Auskunft der Denkmalschutzbehörde.

## Ensembles

### Ensemble Ortskern Triftern
Aktennummer: E-2-77-149-1

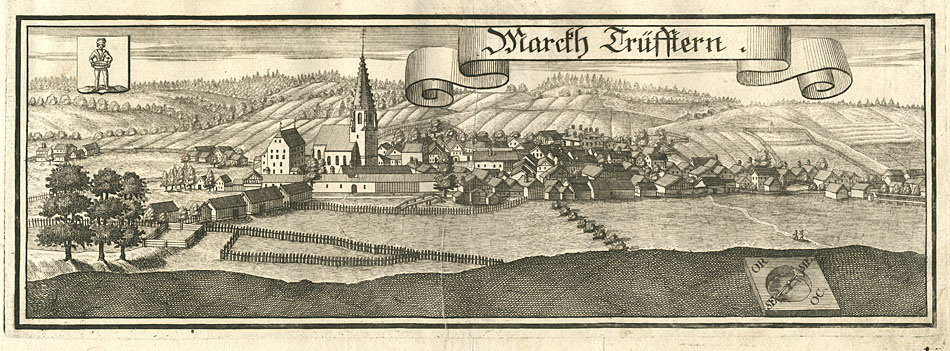
Historisches Triftern 1723

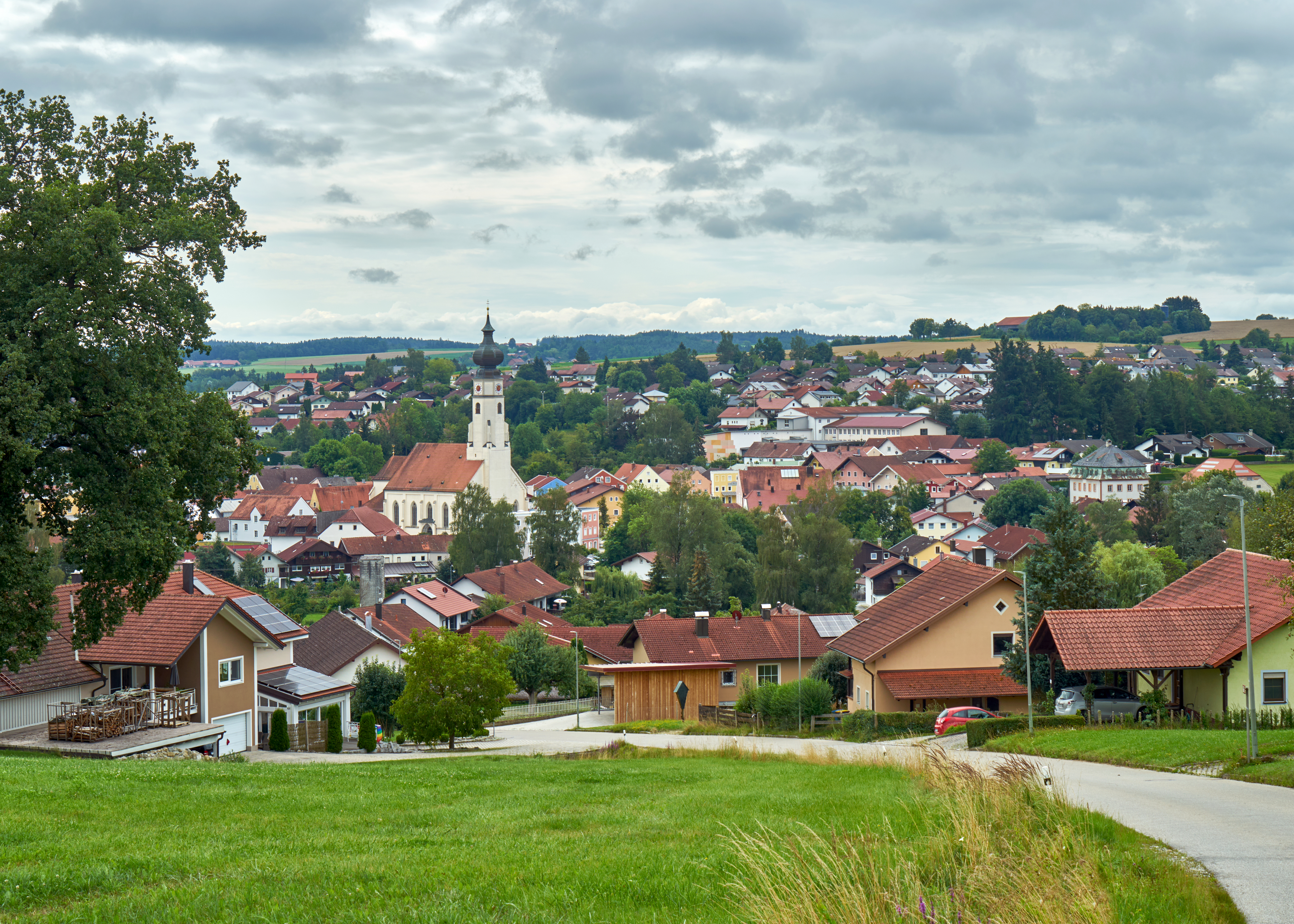
Ansicht von Nordosten 2024

Triftern liegt, rings von Hügeln umgeben, im Altbachtal, südlich des Baches, zusätzlich mit einem schmalen Bebauungsstreifen nördlich des Baches. Das Ensemble umfasst den ganzen Ort in seiner spätmittelalterlichen Ausdehnung, gleichzeitig auch die Ortserweiterung nach Westen vom 17.–19. Jahrhundert Kernbereiche sind der ehemalige Bereich Hof Triftern zusammen mit der Pfarrkirche St. Stephan und der südwestlich davon in leichter Krümmung einen Berghang sich hinauf entwickelnde Straßenmarkt vom Typus südostbayerischer Marktplätze des Inntals. Der Edelhof zu Triftern war ein ursprünglich loser Gebäudekomplex hauptsächlich nördlich der Pfarrkirche, aber auch westlich und östlich von ihr und in diesem Bereich auch ummauert. Gegenwärtig wird der ehemalige Hofkomplex noch im sogenannten Weiherhaus, einem barocken Wohngebäude, und dem sogenannten Glaserhaus mit Torbogendurchfahrt sowie durch die Gebäudereihe entlang der Hofgasse anschaulich, ehemalige Wirtschaftsgebäude des 18. Jahrhunderts, die jetzt zu Wohnzwecken ausgebaut sind, in der Form zweigeschossiger Giebelhäuser. Hof Triftern, im Mittelalter mit der niederen Gerichtsbarkeit ausgestattet, bestand bereits vor 1300, als auch bereits der Markt in seiner Anlage festgelegt gewesen sein dürfte. Im Verlauf der Marktstraßen werden die Zusammenschlüsse der Straßen von Pfarrkirchen, Kößlarn und Ering anschaulich. Der nie befestigte Ort, seit dem 14. Jahrhundert mit Marktrecht ausgestattet und vom Spätmittelalter bis zum ausgehenden 19. Jahrhundert regionaler Handelsmittelpunkt, wurde geprägt durch das Gewerbe der Tuchmacher, Weber und Schuhmacher. Im Zusammenschluss von Unterem und Oberem Markt entwickelt sich auf spätmittelalterlichem Grundriss der typische südostbayerische Straßenmarkt mit meist zweigeschossigen Häusern des 17. und 18. Jahrhunderts. Häuser mit Vorschussmauern der Inntal-Bauweise wechseln mit Giebelbauten; die Fassaden stammen aus dem 19. und 20. Jahrhundert Nach Nordwesten öffnet sich der Straßenmarkt zum ehemaligen Hofbereich und der Kirche. Westlich von dieser Öffnung schließt sich zunächst dichte Bebauung an, mit überwiegend zweigeschossigen Satteldachhäusern, die dann weiterhin teils Zeilen bilden, teils locker zusammenstehen und winkelige Gassen entstehen lassen. Dieses westliche Quartier wird geprägt von der langgestreckten Reihenhäuserzeile der Schönhoferstraße, einer zweigeschossigen Arbeiterwohnzeile unter gemeinsamem Dach, von einheitlicher Prägung aus der Zeit um 1810/20. Westlich davon, im Inneren Gries, ist die Bebauung erneut aufgelockert. In Gruppen stehen Blockbau- und Massivbauten mit vorkragenden Satteldächern bis zum Wiesenrand, zusammengehörig in Stil und Entstehungszeit, wohl der Zeit um 1800. Diesem westlichen Quartier südlich des Altbaches ist auch die Häuserzeile nördlich des Altbaches zuzurechnen, wo ebenfalls der charakteristische Doppelhaustyp mit horizontaler Unterteilung unter gemeinsamem Dach auftritt.

## Baudenkmäler nach Ortsteilen

### Triftern
| Lage                                                                      | Objekt                              | Beschreibung | Akten-Nr.      | Bild                           |
| ------------------------------------------------------------------------- | ----------------------------------- | --- | -------------- | ------------------------------ |
| Bachstraße 2 a; Bachstraße 2 b; Bachstraße 3 a; Bachstraße 3 b (Standort) | Wohnhaus                            | zwei Doppelhäuser, horizontal geteilt, unter einem gemeinsamen flach geneigten Satteldach, Obergeschoss teilweise Blockbau, wohl 19. Jahrhundert                                                 | D-2-77-149-1   | Wohnhaus                       |
| Fichtenstraße 15; Fichtenstraße 13 (Standort)                             | Friedhofskapelle Salvator Mundi     | Backsteinkapelle mit Dachreiter, neugotisch, 1854; mit Ausstattung; seitlich anschließend südliche Friedhofsummauerung, Backsteinmauer mit spitzbogigen Mauernischen, wohl gleichzeitig.         | D-2-77-149-2   | weitere Bilder                 |
| Graf-Lenberger-Straße 13 (Standort)                                       | Gasthaus                            | dreigeschossiger Mansarddachbau, klassizistische Fassadengliederung, 1795; Stadel, verputzter Ziegelbau mit Halbwalm, wohl gleichzeitig.                                                         | D-2-77-149-3   | weitere Bilder                 |
| Innerer Gries 3 (Standort)                                                | Wohnhaus                            | zweigeschossiger Blockbau mit Flachsatteldach, wohl 19. Jahrhundert | D-2-77-149-5   | Wohnhaus                       |
| Innerer Gries 9 a; Innerer Gries 9 b (Standort)                           | Wohnbau                             | dreigeschossiges Doppelhaus, horizontal geteilt, mit vorgezogenem und flach geneigtem Satteldach, 19. Jahrhundert                                                                                | D-2-77-149-6   | Wohnbau                        |
| Innerer Gries 15 (Standort)                                               | Sogenannte Fischerkapelle           | kleiner Satteldachbau mit Putzgliederung, 1815–1820; mit Ausstattung. | D-2-77-149-7   | weitere Bilder                 |
| Maria-Ward-Platz 1 (Standort)                                             | Katholische Pfarrkirche St. Stephan | Mittelschiff und Turm spätgotisch, 1460/70, Chor um 1490, Seitenschiffe neugotisch, 1860/61, Turmkuppel 1741; mit Ausstattung.                                                                   | D-2-77-149-9   | weitere Bilder                 |
| Oberer Markt 2 (Standort)                                                 | Wohnhaus                            | Zweigeschossiger und giebelständiger Satteldachbau, teils in Blockbauweise, 17./18. Jahrhundert, Fassade mit geometrisierendem Putzdekor, Anfang 20. Jahrhundert                                 | D-2-77-149-115 | Wohnhaus                       |
| Oberer Markt 5 (Standort)                                                 | Wohnhaus                            | zweigeschossig, mit Vorschussmauer, im Kern wohl 17. /18. Jahrhundert, Fassadengliederung mit Elementen des Maximilianstils.                                                                     | D-2-77-149-12  | Wohnhaus                       |
| Pfarrkirchener Straße 45 (Standort)                                       | Ehemaliges Sommerkellergebäude      | stattlicher Walmdachbau mit Eingangsrisalit, im Obergeschoss Rundbogenfenster, Mitte 19. Jahrhundert; großzügige Eis- und Lagerkelleranlage des Vorgängerbaus, Ende 18. Jahrhundert              | D-2-77-149-87  | Ehemaliges Sommerkellergebäude |
| Unterer Markt 13; Unterer Markt 7 (Standort)                              | Sogenanntes Glaserhaus              | ältestes der zum ehemaligen Schloss gehörigen Gebäude, schmaler, dreigeschossiger Bau mit hohem, steilem Walmdach und Bogendurchfahrt, wohl 16. Jahrhundert; Mauerzug, südwestlich anschließend. | D-2-77-149-14  | weitere Bilder                 |

### Anzenkirchen
| Lage                        | Objekt                            | Beschreibung | Akten-Nr.     | Bild                           |
| --------------------------- | --------------------------------- | --- | ------------- | ------------------------------ |
| Brückenstraße 18 (Standort) | Bauernhaus eines Vierseithofes    | mit verschindeltem Blockbau-Obergeschoss und flach geneigtem Satteldach, erste Hälfte 19. Jahrhundert | D-2-77-149-17 | Bauernhaus eines Vierseithofes |
| Brückenstraße 23 (Standort) | Bauernhaus                        | zweigeschossiger Blockbau, erste Hälfte 19. Jahrhundert | D-2-77-149-18 | Bauernhaus                     |
| Kirchstraße 2 (Standort)    | Vierseithof                       | Wohnhaus, mit Blockbau-Obergeschoss, wohl 18. Jahrhundert, mit Hofeinfahrt, Backsteinportal; Wirtschaftsgebäude: östliches und westliches Stallgebäude sowie zweitenniger Stadel, zweigeschossige und unverputzte Backsteinbauten mit Satteldach, um 1860/70 | D-2-77-149-19 | weitere Bilder                 |
| Kirchstraße 7 (Standort)    | Katholische Kirche St. Laurentius | einschiffige Anlage, neugotisch, 1878, eingezogener Chor im Kern 15. Jahrhundert; mit Ausstattung | D-2-77-149-20 | weitere Bilder                 |
| Kreuzstraße 3 (Standort)    | Wohnhaus eines Bauernhofs         | aufwendiger villenartiger Walmdachbau mit reichem Neurenaissance-Putzdekor, Ende 19. Jahrhundert | D-2-77-149-21 | weitere Bilder                 |

### Bärnsham
| Lage                  | Objekt                | Beschreibung                                                               | Akten-Nr.     | Bild                  |
| --------------------- | --------------------- | -------------------------------------------------------------------------- | ------------- | --------------------- |
| Bärnsham 3 (Standort) | Zugehörig Traidkasten | mit Gitterbundwerk und Blockbau-Obergeschoss, erste Hälfte 19. Jahrhundert | D-2-77-149-22 | Zugehörig Traidkasten |

### Berndlberg
| Lage                         | Objekt     | Beschreibung | Akten-Nr.     | Bild       |
| ---------------------------- | ---------- | --- | ------------- | ---------- |
| Kastanienstraße 7 (Standort) | Bauernhaus | zweigeschossiger Blockbau mit Giebelschrot und flach geneigtem Satteldach, im Kern erste Hälfte 18. Jahrhundert, erneuert. | D-2-77-149-23 | Bauernhaus |

### Garham
| Lage                | Objekt                        | Beschreibung | Akten-Nr.     | Bild                          |
| ------------------- | ----------------------------- | --- | ------------- | ----------------------------- |
| Garham 5 (Standort) | Bauernhaus eines Vierseithofs | zweigeschossiger Blockbau, zum Teil verschindelt und neu ausgemauert, im Kern Ende 18. Jahrhundert, Dach später | D-2-77-149-24 | Bauernhaus eines Vierseithofs |

### Geiselsbach
| Lage                     | Objekt              | Beschreibung                                                             | Akten-Nr.     | Bild                |
| ------------------------ | ------------------- | ------------------------------------------------------------------------ | ------------- | ------------------- |
| Geiselsbach 1 (Standort) | Zugehörig Ostflügel | Erdgeschoss gemauert, Traidkasten im Obergeschoss, Mitte 19. Jahrhundert | D-2-77-149-26 | Zugehörig Ostflügel |

### Geretsham
| Lage                    | Objekt                                  | Beschreibung | Akten-Nr.     | Bild                                    |
| ----------------------- | --------------------------------------- | --- | ------------- | --------------------------------------- |
| Geretsham 8 (Standort)  | Einfirsthof                             | Wohnteil als zweigeschossiger Blockbau nach Typ eines Eckfletzhauses, Anfang 19. Jahrhundert                                                      | D-2-77-149-27 | Einfirsthof                             |
| Geretsham 12 (Standort) | Stadel                                  | Ständerbohlenteil im Obergeschoss, 1. Hälfte 19. Jahrhundert, geziegeltes Erdgeschoss bezeichnet 1937.                                            | D-2-77-149-28 | Stadel                                  |
| Geretsham 18 (Standort) | Wohnstallhaus                           | zweigeschossiger Blockbau, im Kern 18./19. Jahrhundert, Dach später.                                                                              | D-2-77-149-29 | Wohnstallhaus                           |
| Geretsham 20 (Standort) | Rottaler Bauernhaus eines Vierseithofes | Wohnstallhaus mit Blockbau-Obergeschoss, zwei Giebelschroten und flach geneigtem Satteldach mit geschnitzten Balkenköpfen, Anfang 19. Jahrhundert | D-2-77-149-30 | Rottaler Bauernhaus eines Vierseithofes |

### Godlsham
| Lage                          | Objekt                            | Beschreibung | Akten-Nr.     | Bild                              |
| ----------------------------- | --------------------------------- | --- | ------------- | --------------------------------- |
| Braunauer Straße 6 (Standort) | Südflügel des Gasthofes           | stattlicher zweitenniger Ständerbohlen-Bundwerkstadel, Mitte 19. Jahrhundert                                                               | D-2-77-149-32 | Südflügel des Gasthofes           |
| Höhenweg 7 (Standort)         | Wohnstallhaus eines Dreiseithofes | in Blockbau, mit flach geneigtem Satteldach und erneuerten Schroten, Ende 18. Jahrhundert; Ständerbohlenstadel, nach Mitte 19. Jahrhundert | D-2-77-149-33 | Wohnstallhaus eines Dreiseithofes |
| Tanner Straße 1 (Standort)    | Wohnstallhaus                     | mit zweigeschossigem Blockbau und leicht erhöhtem Dach, Ende 18. Jahrhundert                                                               | D-2-77-149-34 | Wohnstallhaus                     |

### Gschaid
| Lage                  | Objekt                                | Beschreibung                                                                                | Akten-Nr.     | Bild           |
| --------------------- | ------------------------------------- | ------------------------------------------------------------------------------------------- | ------------- | -------------- |
| Gschaid 14 (Standort) | Katholische Filialkirche Hl. Theresia | Saalbau mit Dachreiter, Heimatstil mit neubarocken Anklängen, erbaut 1927; mit Ausstattung. | D-2-77-149-35 | weitere Bilder |

### Gschwand
| Lage                  | Objekt | Beschreibung                                                                   | Akten-Nr.     | Bild   |
| --------------------- | ------ | ------------------------------------------------------------------------------ | ------------- | ------ |
| Gschwand 4 (Standort) | Stadel | Ostflügel der Hofstelle, mit Ständerbohlen-Obergeschoss, Mitte 19. Jahrhundert | D-2-77-149-36 | Stadel |

### Haselbach
| Lage                    | Objekt                               | Beschreibung                                                                              | Akten-Nr.     | Bild                                 |
| ----------------------- | ------------------------------------ | ----------------------------------------------------------------------------------------- | ------------- | ------------------------------------ |
| Haselbach 11 (Standort) | Bauernhaus mit Blockbau-Obergeschoss | flach geneigtem Satteldach und reich profilierten Balkenköpfen, Anfang 19. Jahrhundert    | D-2-77-149-38 | Bauernhaus mit Blockbau-Obergeschoss |
| Haselbach 12 (Standort) | Bauernhaus eines Vierseithofes       | mit verschindeltem Blockbau-Obergeschoss, im Kern 2. Hälfte 17. Jahrhundert, Dach später. | D-2-77-149-39 | weitere Bilder                       |

### Hoisching
| Lage                   | Objekt                                  | Beschreibung | Akten-Nr.     | Bild                                    |
| ---------------------- | --------------------------------------- | --- | ------------- | --------------------------------------- |
| Hoisching 3 (Standort) | Rottaler Bauernhaus eines Vierseithofes | Zweigeschossiger Blockbau mit zwei Balusterschroten und flach geneigtem Satteldach, Anfang 19. Jahrhundert Südflügel mit aufgeständertem Traidkasten, bezeichnet 1833 Westflügel mit Blockbau-Obergeschoss, 1. Hälfte 19. Jahrhundert | D-2-77-149-40 | Rottaler Bauernhaus eines Vierseithofes |

### Hundshaupten
| Lage                      | Objekt                       | Beschreibung | Akten-Nr.     | Bild                         |
| ------------------------- | ---------------------------- | --- | ------------- | ---------------------------- |
| Hundshaupten 8 (Standort) | Vierseithof                  | Bauernhaus mit Halbwalmdach; Stallgebäude; zweitenniger Stadel; Stallgebäude, zum Teil mit tonnengewölbten Räumen; alle vier Bauteile als offene Ziegelbauten, 3. Viertel 19. Jahrhundert | D-2-77-149-41 | weitere Bilder               |
| Hundshaupten 9 (Standort) | Wohnhaus eines Vierseithofes | mit Blockbau-Obergeschoss und Kniestock, 2. Hälfte 19. Jahrhundert; nachträgliches flaches Walmdach.                                                                                      | D-2-77-149-42 | Wohnhaus eines Vierseithofes |

### Immelsham
| Lage                  | Objekt     | Beschreibung                                                 | Akten-Nr.     | Bild       |
| --------------------- | ---------- | ------------------------------------------------------------ | ------------- | ---------- |
| Stiegelluß (Standort) | Wegkapelle | unverputzter Backsteinbau, bezeichnet 1845; mit Ausstattung. | D-2-77-149-44 | Wegkapelle |

### Kauflanden
| Lage                     | Objekt      | Beschreibung                                                                                                 | Akten-Nr.     | Bild           |
| ------------------------ | ----------- | --- | ------------- | -------------- |
| Kauflanden 11 (Standort) | Einfirsthof | Wohnteil mit zum Teil verschindeltem bzw. verbrettertem Blockbau, im Kern Ende 18. Jahrhundert, Dach später. | D-2-77-149-45 | weitere Bilder |

### Lengsham
| Lage                             | Objekt                            | Beschreibung | Akten-Nr.     | Bild           |
| -------------------------------- | --------------------------------- | --- | ------------- | -------------- |
| Dorfstraße 5 (Standort)          | Bauernhaus eines Dreiseithofes    | mit Blockbau-Obergeschoss, 1. Hälfte 19. Jahrhundert, Dach um 1900 in Firstrichtung gedreht; Stallstadel, mit Ständerbohlenkonstruktion im Obergeschoss, 1. Hälfte 19. Jahrhundert. | D-2-77-149-48 | weitere Bilder |
| Dorfstraße 10 (Standort)         | Katholische Kirche St. Koloman    | einschiffig mit nicht eingezogenem Chor, spätgotisch, frühes 16. Jahrhundert, Barockisierung bezeichnet 1715; Turm und Erweiterung nach Westen 1898; mit Ausstattung.               | D-2-77-149-47 | weitere Bilder |
| Kauflandener Straße 4 (Standort) | Wohnstallhaus eines Dreiseithofes | mit Blockbau-Obergeschoss und flach geneigtem Satteldach, 18. Jahrhundert; Ständerbohlen-Stadel, 18. Jahrhundert                                                                    | D-2-77-149-50 | weitere Bilder |

### Loderham
| Lage                                      | Objekt                     | Beschreibung | Akten-Nr.     | Bild           |
| ----------------------------------------- | -------------------------- | --- | ------------- | -------------- |
| Schloßstraße 9; Schloßstraße 1 (Standort) | Ehemaliges Hofmarksschloss | Walmdachbau mit Architekturgliederung, erbaut 1726/27; mit Ausstattung; Einfriedungsmauer mit Torbogen, entlang der Straße, wohl 19. Jahrhundert | D-2-77-149-54 | weitere Bilder |

### Mollnöd
| Lage                 | Objekt                 | Beschreibung                                                                            | Akten-Nr.     | Bild                   |
| -------------------- | ---------------------- | --------------------------------------------------------------------------------------- | ------------- | ---------------------- |
| Mollnöd 1 (Standort) | Ehemaliger Einfirsthof | Mitterstallbau, mit Blockbau-Obergeschoss und mittelsteilem Dach, Mitte 19. Jahrhundert | D-2-77-149-55 | Ehemaliger Einfirsthof |

### Neukirchen
| Lage                         | Objekt                                         | Beschreibung | Akten-Nr.     | Bild           |
| ---------------------------- | ---------------------------------------------- | --- | ------------- | -------------- |
| Irlhamer Straße 4 (Standort) | Katholische Pfarrkirche St. Johannes d. Täufer | einschiffiger Gewölbebau, spätgotisch, 2. Hälfte 15. Jahrhundert, Turm des Vorgängerbaus aus dem 13. oder 14. Jahrhundert, modern erhöht, Ausbau der Kirche und Erweiterung nach Westen 1909–11 und 1914; mit Ausstattung. | D-2-77-149-56 | weitere Bilder |

### Numberg
| Lage                    | Objekt  | Beschreibung                                                                | Akten-Nr.     | Bild    |
| ----------------------- | ------- | --------------------------------------------------------------------------- | ------------- | ------- |
| Nähe Numberg (Standort) | Kapelle | unverputzter Backsteinbau mit Dachreiter, bezeichnet 1876; mit Ausstattung. | D-2-77-149-57 | Kapelle |

### Oberplaika
| Lage                    | Objekt                 | Beschreibung                                                                | Akten-Nr.     | Bild                   |
| ----------------------- | ---------------------- | --------------------------------------------------------------------------- | ------------- | ---------------------- |
| Oberplaika 8 (Standort) | Ostflügel              | mit Ständerbohlenwand und flach geneigtem Satteldach, Mitte 19. Jahrhundert | D-2-77-149-58 | Ostflügel              |
| Oberplaika 9 (Standort) | Ehemaliger Stallstadel | mit Ständerbohlen-Konstruktion im Obergeschoss, Mitte 19. Jahrhundert       | D-2-77-149-59 | Ehemaliger Stallstadel |

### Osten
| Lage               | Objekt                                  | Beschreibung                                                                                  | Akten-Nr.     | Bild           |
| ------------------ | --------------------------------------- | --------------------------------------------------------------------------------------------- | ------------- | -------------- |
| Osten 1 (Standort) | Rottaler Bauernhaus eines Vierseithofes | zweigeschossiger Blockbau mit Giebelschroten und flach geneigtem Satteldach, bezeichnet 1803. | D-2-77-149-61 | weitere Bilder |

### Piering
| Lage                 | Objekt                                        | Beschreibung                                                                                 | Akten-Nr.     | Bild                                          |
| -------------------- | --------------------------------------------- | -------------------------------------------------------------------------------------------- | ------------- | --------------------------------------------- |
| Piering 1 (Standort) | Stattliches Wohnstallhaus eines Vierseithofes | mit Blockbau-Obergeschoss, Giebelschrot und flach geneigtem Satteldach, Ende 18. Jahrhundert | D-2-77-149-63 | Stattliches Wohnstallhaus eines Vierseithofes |

### Plaika
| Lage                | Objekt                            | Beschreibung | Akten-Nr.     | Bild           |
| ------------------- | --------------------------------- | --- | ------------- | -------------- |
| Plaika 1 (Standort) | Wohnstallhaus eines Vierseithofes | zweigeschossiger Blockbau, zum Teil mit Malschrot, im Kern Anfang 19. Jahrhundert, Dach Mitte des 20. Jahrhunderts in der Firstrichtung gedreht. | D-2-77-149-64 | weitere Bilder |

### Rabensham
| Lage                      | Objekt                                        | Beschreibung | Akten-Nr.     | Bild                              |
| ------------------------- | --------------------------------------------- | --- | ------------- | --------------------------------- |
| Rabensham 5 (Standort)    | Wohnstallhaus eines Vierseithofes             | mit Blockbau-Obergeschoss, Zwerchgiebel und Traufschrot, bezeichnet 1825, Dach im 1. Viertel des 20. Jahrhunderts in Firstrichtung gedreht.          | D-2-77-149-65 | Wohnstallhaus eines Vierseithofes |
| Rabensham 6 (Standort)    | Rottaler Bauernhaus                           | zweigeschossiger Blockbau mit zwei Giebelschroten, flach geneigtem Satteldach und bemalten Pfettenköpfen, Anfang 19. Jahrhundert                     | D-2-77-149-66 | Rottaler Bauernhaus               |
| Rabensham 11 a (Standort) | Kleinbauernhaus                               | Einfirsthof, Wohnteil als zweigeschossiger Blockbau nach Typ eines Eckfletzhauses mit flach geneigtem Satteldach, im Kern 1. Hälfte 18. Jahrhundert  | D-2-77-149-67 | Kleinbauernhaus                   |
| Rabensham 13 (Standort)   | Kleinbauernhaus                               | Hakenhof, zweigeschossiger Blockbau nach Typ eines Eckfletzhauses, wohl noch 1. Hälfte 18. Jahrhundert, holzverschalter Stadelanbau, 19. Jahrhundert | D-2-77-149-68 | Kleinbauernhaus                   |
| Rabensham 15 (Standort)   | Stattliches Wohnstallhaus eines Vierseithofes | mit Blockbau-Obergeschoss und Giebelschroten, bezeichnet 1823, Dach später.                                                                          | D-2-77-149-69 | BW                                |

### Ringfüssing
| Lage                        | Objekt    | Beschreibung | Akten-Nr.     | Bild      |
| --------------------------- | --------- | --- | ------------- | --------- |
| Nähe Ringfüssing (Standort) | Südflügel | Ständerbohlenstadel mit flach geneigtem Satteldach, 3. Viertel 19. Jahrhundert. Laut Auskunft des Besitzers ist das Baujahr 1870. | D-2-77-149-74 | Südflügel |

### Ruhmannsaigen
| Lage                       | Objekt                 | Beschreibung                                                                                   | Akten-Nr.     | Bild                   |
| -------------------------- | ---------------------- | ---------------------------------------------------------------------------------------------- | ------------- | ---------------------- |
| Ruhmannsaigen 2 (Standort) | Ehemaliger Einfirsthof | Mittertennbau, mit Blockbau-Obergeschoss und flach geneigtem Satteldach, Mitte 19. Jahrhundert | D-2-77-149-75 | Ehemaliger Einfirsthof |

### Steinbach
| Lage                   | Objekt                                | Beschreibung | Akten-Nr.     | Bild                                  |
| ---------------------- | ------------------------------------- | --- | ------------- | ------------------------------------- |
| Steinbach 3 (Standort) | Stattlicher Vierseithof               | Wohnhaus mit Blockbau-Obergeschoss, im Kern 1. Hälfte 19. Jahrhundert, Dach später; Stall, mit Ständerbohlen-Bundwerk im Obergeschoss, Mitte 19. Jahrhundert; zweitenniger Stadel, Ziegelbau, spätes 19. Jahrhundert; Stall, Ziegelbau, spätes 19. Jahrhundert | D-2-77-149-79 | weitere Bilder                        |
| Steinbach 8 (Standort) | Stallstadel mit Andreaskreuz-Bundwerk | Mitte 19. Jahrhundert | D-2-77-149-80 | Stallstadel mit Andreaskreuz-Bundwerk |

### Thalling
| Lage                  | Objekt                                                             | Beschreibung              | Akten-Nr.     | Bild                                                               |
| --------------------- | ------------------------------------------------------------------ | ------------------------- | ------------- | ------------------------------------------------------------------ |
| Thalling 1 (Standort) | Zugehöriger Südflügel mit geständertem Traidkasten und Traufschrot | 1. Hälfte 19. Jahrhundert | D-2-77-149-81 | Zugehöriger Südflügel mit geständertem Traidkasten und Traufschrot |

### Unterpaikertsham
| Lage                          | Objekt                            | Beschreibung                                                                                  | Akten-Nr.     | Bild                              |
| ----------------------------- | --------------------------------- | --------------------------------------------------------------------------------------------- | ------------- | --------------------------------- |
| Unterpaikertsham 2 (Standort) | Wohnstallhaus eines Vierseithofes | zweigeschossiger Blockbau, zum Teil verbrettert, im Kern Anfang 19. Jahrhundert, Dach später. | D-2-77-149-82 | Wohnstallhaus eines Vierseithofes |

### Unterreitzing
| Lage                       | Objekt                                  | Beschreibung                                                                     | Akten-Nr.     | Bild                                    |
| -------------------------- | --------------------------------------- | -------------------------------------------------------------------------------- | ------------- | --------------------------------------- |
| Unterreitzing 1 (Standort) | Wohnstallhaus mit Blockbau-Obergeschoss | Giebelschrote an hofabgewandter Seite, gegen Mitte 19. Jahrhundert, Dach später. | D-2-77-149-71 | Wohnstallhaus mit Blockbau-Obergeschoss |
| Unterreitzing 3 (Standort) | Stallstadel auf der Südseite des Hofes  | Obergeschoss in Ständerbohlenbauweise, Mitte 19. Jahrhundert                     | D-2-77-149-72 | Stallstadel auf der Südseite des Hofes  |

### Weingold
| Lage                  | Objekt                          | Beschreibung                                                                               | Akten-Nr.     | Bild                            |
| --------------------- | ------------------------------- | ------------------------------------------------------------------------------------------ | ------------- | ------------------------------- |
| Weingold 1 (Standort) | Stallstadel eines Vierseithofes | stattlicher Blankziegelbau, mit mehrjochigem Gewölbestall und Troadboden, bezeichnet 1873. | D-2-77-149-88 | Stallstadel eines Vierseithofes |

### Wilzing
| Lage                 | Objekt         | Beschreibung                                                                     | Akten-Nr.     | Bild           |
| -------------------- | -------------- | -------------------------------------------------------------------------------- | ------------- | -------------- |
| Wilzing 2 (Standort) | Getreidekasten | Mitte 19. Jahrhundert; im Südteil des Westflügels über ehemaligem Schweinestall. | D-2-77-149-86 | Getreidekasten |

## Ehemalige Baudenkmäler
In diesem Abschnitt sind Objekte aufgeführt, die früher einmal in der Denkmalliste eingetragen waren, jetzt aber nicht mehr. Objekte, die in anderem Zusammenhang also z. B. als Teil eines Baudenkmals weiter eingetragen sind, sollen hier nicht aufgeführt werden. Aktennummern in diesem Abschnitt sind ehemalige, jetzt nicht mehr gültige Aktennummern.

| Lage                                                    | Objekt             | Beschreibung                                                                    | Akten-Nr. | Bild |
| ------------------------------------------------------- | ------------------ | ------------------------------------------------------------------------------- | --------- | ---- |
| Triftern Maria-Ward-Platz 5 ()                          | ehemaliges Rathaus | Rathaus des Marktes von 1844 bis 1974                                           |           |      |
| Triftern Pfarrweg 7 ()                                  | Pfarrhof           |                                                                                 |           |      |
| Lengsham, Garham, Staudenhäusl, Haidberg und Wiesing () | Wohnhäuser         | Sieben zumeist aus dem 19. Jahrhundert stammende landwirtschaftliche Wohnhäuser |           |      |